# Нессельштраус, Цецилия Генриховна
Цеци́лия Ге́нриховна Нессельштра́ус (8 января 1919 — 1 мая 2010) — советский и российский искусствовед, медиевист, переводчик и педагог. Кандидат искусствоведения, профессор кафедры зарубежного искусства Санкт-Петербургского государственного академического института живописи, скульптуры и архитектуры им. И. Е. Репина. Автор многочисленных публикаций, посвящённых искусству Средних веков и Возрождения. Один из основоположников послевоенной ленинградской школы искусствоведческой медиевистики.

## Биография
Родилась в семье инженера Генриха Зунделевича Нессельштрауса (1888, Митава — 1962, Ленинград). В Институт имени Репина на факультет искусствоведения (факультет теории и истории искусств) поступила в 1938 году после двух курсов архитектурного факультета Ленинградского института инженеров коммунального строительства (ЛИИКС). Летом 1939 году во время учебной археологической практики принимала участие в раскопках фундамента Десятинной церкви в Киеве, а также осуществляла работы в киевском Софийском соборе.
Первый год Великой Отечественной войны пришёлся на V курс. Осенью 1941-го — весной 1942 годов Ц. Г. Нессельштраус принимала участие в сооружении оборонительных укреплений города, ночных дежурствах на крышах, в работе военкомата. Весной 1942 года уехала с родителями в Челябинск, куда эвакуировали Кировский завод, где работал её отец — Генрих Зунделевич Нессельштраус (1888—1952), специалист в области металловедения. Возвратилась в Ленинград в 1944 году. Окончила институт в 1945 году с присвоением звания искусствоведа.
Первый послевоенный выпуск был небольшим. Вместе с Цецилией Генриховной окончили институт Е. Б. Гариевич (Трейстер), В. К. Лаурина, А. А. Савина, О. И. Свиндлер (Галеркина), Н. Т. Яглова. Всего шесть человек. Учителями Ц. Г. Нессельштраус в разные годы были профессора и доценты Института, Ленинградского государственного университета, а также сотрудники Государственного Эрмитажа и Государственного Русского музея, читавшие лекции и проводившие занятия на факультете, в том числе А. С. Гущин (под его руководством она написала свою первую курсовую работу, посвящённую книге Вильгельма Воррингера «Формальные проблемы готики»), Н. Н. Пунин, М. В. Доброклонский, П. Н. Шульц, Г. Г. Гримм, С. К. Исаков и др.
Осенью 1945 года Ц. Г. Нессельштраус поступила в аспирантуру Института имени Репина к профессору Н. Н. Пунину. В 1948 году после завершения обучения в аспирантуре была зачислена на должность ассистента для чтения курсов истории искусства студентам творческих факультетов института. В 1949 году защитила кандидатскую диссертацию по истории французской живописи XVIII века под руководством М. В. Доброклонского (оппоненты Г. Г. Гримм и Т. Д. Каменская).

## Основные работы

### Монографии и учебники
- Нессельштраус Ц. Г. Альбрехт Дюрер. 1471—1528. — Л.-М.: Искусство, 1961. — 226 с.
- Нессельштраус Ц. Г. Искусство Западной Европы в средние века. — Л.-М.: Искусство, 1964. — 390 с.
- Нессельштраус Ц. Г. Рисунки Дюрера. — М.: Искусство, 1966. — 158 с.
- Нессельштраус Ц. Г., Банк А. В., Гущин А. С. и др. История искусства зарубежных стран. Средние века. Возрождение. 2-е изд., перераб. и доп. — М.: Изобразительное искусство, 1982. — 380 с.
- Нессельштраус Ц. Г. Искусство раннего Средневековья. — СПб.: Азбука, 2000. — 383 с. — ISBN 5-267-00300-X.
- Нессельштраус Ц. Г. Немецкая первопечатная книга. Декорировка и иллюстрации. — СПб.: Аксиома; РХГИ, 2000. — 271 с. — ISBN 5-88812-131-2.
- Нессельштраус Ц. Г., Банк А. В., Гущин А. С. и др. История искусства зарубежных стран. Средние века, Возрождение. 3-е изд., перераб. и доп. — М.: Сварог и К, 2003. — 381 с. — ISBN 5-93070-042-7.

### Переводы и редактура
- Альбрехт Дюрер. Дневники. Письма. Трактаты. В 2-х тт. Пер. с ранневерхненем., вступит. статья и коммент. Ц. Г. Нессельштраус. — Л.-М: Искусство, 1957.
- Якопо Тинторетто. Альбом репродукций. Сост. и вступит. статья Ц. Г. Нессельштраус. — М.-Л.: Советский художник, 1964. — 15 с.

### Список опубликованных работ Ц. Г. Нессельштраус
Подготовлен на основании списка, составленного Ц. Г. Нессельштраус в 1993 году и дополненного ею в 2000 году (архив Академии Художеств. Опубликован: Список опубликованных работ профессора Цецилии Генриховны Нессельштраус // Проблемы развития зарубежного искусства от Средних веков к Новому времени // Науч. ред. и сост. В. И. Раздольская, Т. А. Лопатина : Сб. ст. — СПб.: Институт имени И. Е. Репина, 2013. — С. 17—22.).

#### Монографии, статьи, переводы, редактура
- Развитие реалистического пейзажа во Франции во второй половине XVIII века. Автореф. канд. дисс. — Л., 1949.
- С. И. Чевакинский — автор «палат Шувалова» [Совм. с С. Борисовым] // Архитектура и строительство Ленинграда. — 1954. — № 3.

1. Дюрер. Дневники, письма, трактаты / Сост., пер. с ранневерхненем., вступ. ст. и коммент. — Л.-М.: Искусство, 1957. — Т. I—II.
2. Дюрер : Монография. Л.-М. : Искусство, 1961.
3. Каролингское искусство // Украинская Советская энциклопедия (на укр. яз.). Т. VI. Киев, 1961.
4. Итальянская живопись XVII—XVIII вв. / Сост. и вступ. ст. Л. : ИЗОГИЗ, 1961.
5. Германия. Изобразительное искусство Средневековья и Возрождения // Энциклопедия «Искусство стран и народов мира» / Справочный указатель Ц. Г. Нессельштраус. Т. 1. М., 1962.
6. Эстетика Дюрера // Философская энциклопедия. Т. II. М., 1962.
7. Дюрер. Трактаты (отрывки из трактатов) / Пер., сост.(?) // История эстетики, памятники эстетической мысли. Т. 1. М. : Изд. Акад. художеств СССР, 1962.
8. Равенна (памятники искусства) // Украинская Советская энциклопедии (на укр. яз.). Т. XII. Киев, 1963.
9. Средневековое искусство // Украинская Советская энциклопедия (на укр. яз.). Т. XIII. Киев.
10. История искусства зарубежных стран // Учебник для творческих факультетов художественных вузов / Науч. ред. Ц. Г. Нессельштраус. Т. II. М. : Изд. Акад. художеств СССР, 1963. 333 илл. Разделы: а. Искусство Возрождения; б. Искусство Возрождения в Италии; в. Искусство Испании в XVI в.; г. Искусство Германии в XV—XVI вв.
11. Искусство Западной Европы в Средние века. Л.- М. : Искусство, 1964.
12. Тинторетто : Альбом / Сост. и вступ. ст. Л. : ИЗОГИЗ, 1964.
13. Искусство Франции в XVIII в. [Совм. с В. Ф. Белявской и В. И. Раздольской] // История искусства зарубежных стран. Т. III. М.,1964.
14. Рисунки Дюрера : Альбом. М., Искусство, 1966. 158 с.
15. Литературное наследие Дюрера / Коммент., ред., пер. // Мастера искусства об искусстве. Т. II. М., 1966.
16. Боттичелли // В мире прекрасного : Календарь на 1968 г. М., 1968.
17. Рафаэль // В мире прекрасного : Календарь на 1970 г. М., 1969.
18. О некоторых особенностях теории пропорций Дюрера // Западноевропейское искусство. Л., 1970.
19. Дюрер // В мире прекрасного : Календарь на 1971 г. М., 1970.
20. Каролингское искусство // БСЭ. Т. VII. М., 1970.
21. Кранах // В мире прекрасного : Календарь на 1972 г., М., 1971.
22. Гольбейн // В мире прекрасного : Календарь на 1972 г., М., 1971.
23. Каналетто // В мире прекрасного : Календарь на 1972 г. М., 1971.
24. Уччелло // В мире прекрасного : Календарь на 1972 г. М., 1971.
25. Первые европейские иллюстрированные книги // Книга и графика. М. : Наука, 1972.
26. Гравюры Лукаса Кранаха Старшего к первому изданию лютеровского перевода Нового Завета и традиции немецких первопечатных книг // Лукас Кранах, художник и общество. Виттенберг, 1973 (на нем. языке) : Материалы доклада на международном коллоквиуме в честь 500-летнего юбилея Кранаха 3 октября 1973 года в Виттенберге.
27. Немецкая ксилографическая картинка XV века // Проблемы развития зарубежного искусства. Вып. IV. Л. : Ин-т им. И. Е. Репина, 1974.
28. Рецензия на книгу М. Я. Либмана «Дюрер и его эпоха» // Искусство. Май 1975.
29. Европейская первопечатная книга и особенности её декорировки // Проблемы развития зарубежного искусства. Вып. VIII. Л. : Ин-т им. И. Е. Репина, 1978.
30. Земля и её обитатели в иллюстрациях немецкой первопечатной книги // Проблемы развития зарубежного искусства. Вып. VIII. Л. : Ин-т им. И. Е. Репина, 1978.
31. Альбрехт Дюрер как иллюстратор книги // Искусство книги. Вып. 9. М. : Книга, 1979.
32. Немецкие первопечатные библии // Проблемы развития зарубежного искусства. Вып. X. Л. : Ин-т им. И. Е. Репина, 1980.
33. Гравюры ульмского издания басен Эзопа // Проблемы развития зарубежного искусства. Вып. XI. Л. : Ин-т им. И. Е. Репина, 1981.
34. О некоторых типах немецкой первопечатной иллюстрированной книги (на примерах аугсбургских изданий 70-х гг. XV в.) // Культура и искусство западноевропейского Средневековья. М., 1981.
35. Книга о немецкой скульптуре. Рецензия на монографию М. Я. Либмана «Немецкая скульптура. 1350—1550» // Искусство. № 12. 1981.
36. История искусства зарубежных стран : Учеб. для творческих вузов. Т. II. 2-е изд-е, расширенное и заново перераб. / Науч. ред. Ц. Г. Нессельштраус. М., Изобразительное искусство, 1982. 576 илл. Разделы: а. Искусство Западной Европы в Средние века [Совм. с М. В. Доброклонским]; б. Искусство Возрождения. Введение; в. Искусство Возрождения в Италии; г. Искусство Возрождения в Испании; д. Искусство Германии XV—XVI вв.
37. О многозначном использовании гравюр в немецкой первопечатной книге // Проблемы развития зарубежного искусства. Вып. XIII. Л. : Ин-т им. И. Е. Репина, 1983.
38. Иллюстрации к произведениям античной литературы в немецкой первопечатной книге // Античное наследие в искусстве Возрождения. М. : Наука, 1984.
39. Иллюстрации к трактату Ульриха Молитора против ведьм // Проблемы развития зарубежного искусства. Вып. XIV. Л. : Ин-т им. И. Е. Репина, 1984.
40. Возвращение «каменных королей» // Вокруг света : журнал. — № 9. — 1985.
41. Немецкие первопечатные иллюстрированные хроники // Проблемы развития зарубежного искусства. Вып. XV. Л. : Ин-т им. И. Е. Репина, 1985.
42. Ксилографии первопечатного издания книги Ульриха Молитора «О женщинах-ламиях и пифониссах по-немецки именуемых Нечистой силой или ведьмами» // Гравюра в собрании Государственного Эрмитажа. Л. : Искусство, 1985.
43. Иллюстрированные издания Антона Кобергера // Проблемы развития зарубежного искусства. Вып. XVI. Л. : Ин-т им. И. Е. Репина, 1986.
44. Искусство Франции в XVIII в. [Совм. с В. Ф. Белявской и В. И. Раздольской] // История искусства зарубежных стран. Т. III. М., Изобразительное искусство, 1987. [Переизд.].
45. О проблеме синтеза искусств в культовом зодчестве Средневековья // Проблемы взаимодействия искусств в художественной культуре зарубежных стран. Л. : Ин-т им. И. Е. Репина, 1987.
46. Многозначность изображений библейских сюжетов в средневековом искусстве // Проблемы интерпретации литературных образов в изобразительном искусстве. Л. : Ин-т им. И. Е. Репина, 1989.
47. Степанов А. В. Мастер Альбрехт / Предисл. Ц. Г. Нессельштраус. Л. : Искусство, 1990.
48. «Пляски смерти» в искусстве Европы XV века как тема рубежа Средневековья и Возрождения // Культура Возрождения и Средние века. М. : Наука, 1993.
49. Иллюстрации книги Ульриха Рихенталя «Хроника Констанцского собора», изданной Антоном Зоргом в Аугсбурге в 1483 году // Сб., посвящ. памяти проф. М. В. Доброклонского. Ин-т им. И. Е. Репина.
50. Немецкая первопечатная книга: декорировка и иллюстрации. Рос. нац. б-ка. СПб. : Аксиома — РХГИ, 2000. 272 с.
51. Искусство раннего Средневековья. (Дороманское искусство). СПб. : Азбука, 2000.
52. Дюрер. Трактаты, дневники, письма // Пер., коммент., сост. Ц. Г. Нессельштраус. СПб. : Азбука, 2000. [Переизд. книги 1957 г.].
53. Книга о Дракуле Вайда. К проблеме портрета в иллюстрациях немецких инкунабул // К исследованию зарубежного искусства. Новые материалы. СПб. : Ин-т им. И. Е. Репина, 2000.
54. История искусства зарубежных стран. Средние века. Возрождение // Под ред. Ц. Г. Нессельштраус. М. : Сварог и К, 2003. С. 380. Илл. 562. [Переизд. одноименного учебника для творческих факультетов художественных вузов 1982 г.][1].
55. Многозначность изображений библейских сюжетов в средневековом искусстве (на примере рельефов Хильдесхаймских врат) // Ретроспективный сб. научных трудов кафедры зарубежного искусства. К 250-летию Академии художеств. СПб., 2008. С. 42-50.
56. Искусство Западной Европы и Византии в Средние века : Программа для студентов факультета теории и истории искусств. СПб., 2009. С. 58.

#### Программы и методические пособия
1. Проект программы курса «Всеобщей истории искусств» для факультетов живописи, скульптуры и графики художественных вузов // Сб. мат-лов VIII сессии Академии Художеств СССР. — М.: Искусство, 1957. Разд. «Искусство средних веков» и «Искусство Возрождения».
2. Искусство Западной Европы и Византии в Средние века : Метод. указания для студентов заочного отд. ф-та истории и теории искусства. Л., 1960.
3. Искусство Возрождения : Метод. указания для студентов заочного отделения ф-та истории и теории искусства, 1960.
4. Искусство Возрождения : Программа курса для факультета истории и теории искусства, 1963.
5. История искусства зарубежных стран : Программа для факультетов живописи, скульптуры и графики художеств. вузов. Л., 1970. Разд. «Искусство средних веков» и «Искусство Возрождения».
6. Курсовые и дипломные работы : Метод. пособие для студентов факультета истории и теории искусства [Совм. с Р. И. Власовой]. Л., 1971, 1973.
7. Искусство Западной Европы и Византии в Средние века : Программа курса для факультета истории и теории искусства. Л., 1974, 1981.
8. Программа западного зарубежного искусства : Перераб. программа по курсу «Искусство Западной Европы и Византии в Средние века» для факультета истории и теории искусств. Ч. 1. Л., 1988, 1993.